# 赫勒-法尔卡什学院
赫勒-法尔卡什学院（馬札爾語：Heller Farkas Szakkollégium），成立于1996年，是匈牙利布达佩斯卡尔文纽斯大学（BCE，原名为布达佩斯经济大学）中最成功的，最具知名度的学院之一。十五年来的历史不算长，但学院在匈国财经领域的名声早已闻名遐尔。学院始从一个以专业活动为基础的团体慢慢转变为现在独立自主的学院组织。

### 目标
法尔卡什学院的宗旨如下：
- 结合英式学院和匈牙利学院的传统与精神，并加以融会贯通，由此创建全新的组织机构来提高布达佩斯卡尔文纽斯大学的高等专业教育水平。

- 聚集经济，财经和管理以及其它人文学科的大学生和研究生，组织办理关于这方面专业的演讲，学院课程，专题研究及相关学术会议，发表相关的专业文章，帮助学院的同学获取实习机会，奖学金，以及保证所需的学习与工作环境和条件。
- 扩展和提升匈牙利知识精英的广角视野和文化水平，拓展信息来源。
- 与其它学院，专业机构的联系与合作。

### 历史
法尔卡什学院创始于1995年的夏天。几个卡尔文纽斯大学的好朋友（也同时都是其它学生会的成员）都感觉到虽然所在学生会的社会活动很丰富，但是在专业方面，以及钻研学术方面未能得到很好的发挥，因此决定成立一个专业学院，在保留丰富社交和社会活动的基础上，还能满足同学们在专业学习上的需求。
在1996年的春天，学院的创始者们起草了学院的组织及运作的规章制度，并开始设计了第一学年的学院课程。1996年11月，在与所在大学和其它学院协商后，将法尔卡什学院的创建申请递交给了大学的校董会，并顺利地通过了批准。根据有关章程，运作两年后若校董会投票通过可成为正式的卡尔文纽斯大学下属的学院。
经过两年的成功运作，1999年3月8日，大学校董会鉴于学院在专业活动和社会活动所作出的突出成绩，以满票通过批准了法尔卡什学院的正式成立。

## 学院的活动范畴

### 专业研讨会
法尔卡什学院高质量的专业培训使学员们能够得到比在大学的一般教学中所能得到的更多更深一层的知识。根据创始者的意向，培训主要以财经专业为主。
学院课程特点是学生较少，以实践和问答为主，提高学生们发表见解和自我思考的机会。课程教师由知名的专业人士，大学教员，教授和学院毕业的学长担任。每一期学院课程都会征求学员们的意见和想法来主办。
2010/2011 上半学年学院的主要课程有：
- 汽车行业分析、英语谈判术、匈牙利金融市场分析、特殊财经培训、行为金融学
- 财会培训、冲突与危机管理、MATLAB软件应用、体育业管理

学院的专业标准有助于学员们提高对自身专业水平的要求，如除了正常的大学学业外，学员们还要有相应的外语能力训练，以及为了加强专业知识能力学员们还要参加大学的科学论文竞赛。

### 财经学术会议
从2002年起，学院每年秋天都举办了持续将近一周的法尔卡什财经学术会议。此会议以及每年春天举办的金融论坛对所有感兴趣的听众敞开大门。其主要目的是对一个或多个学员们感兴趣的话题从多个角度由各路专家讲演解答。2010年主办的财经学术会议的题目是“欧元区的可持续发展性和关于欧盟的财经，财政问题”。

### 学院的荣誉成员
学员们在专业发展中得到了很多财经界知名人士的帮助和指点。一些知名专业人士被学院聘为荣誉成员。
- Bokros Lajos，原匈牙利经济部长，中欧大学教授
- Csaba László, 原匈牙利经济学家，经济大学教授，匈牙利科学院会员
- † Hetényi István, 匈牙利经济部长，经济大学教授
- Kopits György, 原世界基金组织主管，匈牙利科学院会员
- Lámfalussy Sándor, 欧洲经济学家，欧元创始人之一
- Szapáry György, 原世界基金组织亚洲区主管，原匈牙利国家银行副行长
- Száz János, 经济大学教授，原匈牙利证券交易所主席
- Sebestyén Géza, 财经学家，数学家，现任教于经济大学
- Szeles Nóra, 原投行高管，原私募基金经理，曾任教于经济大学

## 外部連結
- 法尔卡什学院的网页 （页面存档备份，存于）
- 法尔卡什学院在Facebook上的网页 （页面存档备份，存于）
- 法尔卡什学院在Twitter上的网页 （页面存档备份，存于）